# Premi Basilio Nieto
El Premi Basilio Nieto o simplement Premi Basilio és un premi atorgat per la Federació de Penyes del CE Castelló (FEDPECAS) al màxim golejador de l'equip al llarg d'una temporada. Va ser instaurat la temporada 1998-99 en record del davanter albinegre dels anys 40 Basilio Nieto.

## Historial
| Temporada | Jugador           | Gols |
| --------- | ----------------- | ---- |
| 1998/99   | Santi Castillejo  | 15   |
| 1999/00   | Santi Castillejo  | 11   |
| 2000/01   | Jordi Martínez    | 8    |
| 2001/02   | Paco Salillas     | 14   |
| 2002/03   | Marcos Estruch    | 11   |
| 2003/04   | Eloy Jiménez      | 9    |
| 2004/05   | Xavi Molist       | 7    |
| 2005/06   | Raúl Sánchez      | 10   |
| 2006/07   | Natalio           | 15   |
| 2007/08   | Tabares           | 9    |
| 2008/09   | Ulloa             | 16   |
| 2009/10   | Ulloa             | 15   |
| 2010/11   | Luismi Loro       | 17   |
| 2011/12   | Tota la plantilla |      |
| 2012/13   | Julián            | 9    |
| 2013/14   | Hugo Salamanca    | 7    |
| ...       |                   |      |
| 2019/20   | César Díaz        |      |